# Caimán Brac

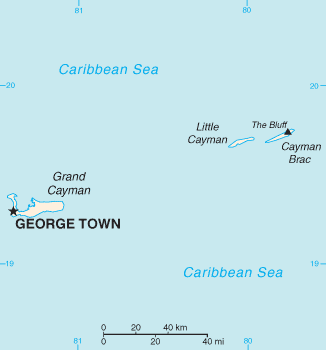
Caimán Brac es la más oriental de las Islas Caimán.

Caimán Brac es una isla perteneciente al archipiélago de las Islas Caimán ubicada a 143 km al noreste de la isla principal Gran Caimán siendo la más oriental del grupo, posee una superficie aproximada de 36 km² y una población estimada para 1999 de 1.822 habitantes.
Cristóbal Colón llegó a la isla y a su hermana Pequeña Caimán en un viaje que realizaba entre la Isla La Española y Panamá. Las bautizó en 1503 como "Islas Tortugas", por las tortugas de tierra que encontró, siendo renombradas por Sir Francis Drake quien arribó durante un viaje entre 1585-1586 y usó la palabra "Caymanas" puesto que ese era el nombre usado por los Caribes para nombrar a una especie de cocodrilos.